# Isòtops del iode
El iode té 37 isòtops, dels quals només el 127I és estable. El iode-129 (amb un període de semidesintegració d'uns 16 milions d'anys) es pot produir a partir del xenó-129 en l'atmosfera terrestre, o també mitjançant la desintegració de l'urani-238. Com l'urani-238 es produeix durant un cert nombre d'activitats relacionades amb l'energia nuclear, la seua presència (la relació 129I/I) pot indicar el tipus d'activitat exercida en un determinat lloc. Per aquesta raó, el iode-129 es va emprar en els estudis d'aigua de pluja en el seguiment de l'accident de Txernòbil. També s'ha emprat com a traçador en l'aigua superficial i com a indicador de la dispersió de residus en el medi ambient. Altres aplicacions poden estar impedides per la producció de iode-129 en la litosfera mitjançant un nombre de mecanismes de decaïment.
En molts aspectes el iode-129 és semblant al clor-36. És un halogen soluble, relativament no reactiu; existeix principalment com a anió no solvatat, i es produeix per reaccions in situ termonuclears i cosmogèniques. En estudis hidrològics, les concentracions de iode-129 es donen generalment com la relació de iode-129 enfront del iode total (pràcticament tot iode-127). Com en el cas de la relació 36Cl/Cl, les relacions 129I/I en la natura són força petites, 10-14 a 10-10 (el pic termonuclear de 129I/I durant les dècades 1960 i 1970 va arribar a uns valors de 10-7, a causa de les proves nuclears). El iode-129 es diferencia del clor-36 perquè el seu període de semidesintegració és major (16 enfront de 0,3 milions d'anys), és altament biofílic i es troba en múltiples formes iòniques (generalment I- i iodats), que tenen diferent comportament químic. Això fa que el 129I entri fàcilment en la biosfera i s'incorpori en la vegetació, el sòl, la llet, el teixit animal, etc.
S'ha evidenciat excessos de 129Xe estable en meteorits resultants de la desintegració de 129I primigeni produït de nou per les supernoves que crearen la pols i el gas que va formar el sistema solar. El 129I fou el primer radionúclid extint identificat com a present en el sistema solar primigeni. La seva desintegració és la base de l'esquema de datació radiomètrica de I-Xe, que cobreix els primers 83 milions d'anys de l'evolució del sistema solar.

Massa atòmica estàndard: 126.90447(3) u
El radioisòtop artificial I-131 (un emissor beta), amb un període de semidesintegració de 8 dies, s'ha emprat en el tractament de càncer i altres patologies de la glàndula tiroide. També s'utilitzen en tomografia el 123I i el 124I, donant imatges de diferents qualitats.

## Taula
| Símbol del núclid | Z(p)                | N(n)                | massa isotòpica(u)  | Període de semidesintegració | Espín nuclear | Composició isotòpica representativa (fracció molar) | Rang de variació natural (fracció molar) |
| Símbol del núclid | Energia d'excitació | Energia d'excitació | Energia d'excitació | Període de semidesintegració | Espín nuclear | Composició isotòpica representativa (fracció molar) | Rang de variació natural (fracció molar) |
| ----------------- | ------------------- | ------------------- | ------------------- | ---------------------------- | ------------- | --------------------------------------------------- | ---------------------------------------- |
| 108I              | 53                  | 55                  | 107.94348(39)#      | 36(6) ms                     | (1)#          |                                                     |                                          |
| 109I              | 53                  | 56                  | 108.93815(11)       | 103(5) µs                    | (5/2+)        |                                                     |                                          |
| 110I              | 53                  | 57                  | 109.93524(33)#      | 650(20) ms                   | 1+#           |                                                     |                                          |
| 111I              | 53                  | 58                  | 110.93028(32)#      | 2.5(2) s                     | (5/2+)#       |                                                     |                                          |
| 112I              | 53                  | 59                  | 111.92797(23)#      | 3.42(11) s                   |               |                                                     |                                          |
| 113I              | 53                  | 60                  | 112.92364(6)        | 6.6(2) s                     | 5/2+#         |                                                     |                                          |
| 114I              | 53                  | 61                  | 113.92185(32)#      | 2.1(2) s                     | 1+            |                                                     |                                          |
| 114mI             | 265.9(5) keV        | 265.9(5) keV        | 265.9(5) keV        | 6.2(5) s                     | (7)           |                                                     |                                          |
| 115I              | 53                  | 62                  | 114.91805(3)        | 1.3(2) min                   | (5/2+)#       |                                                     |                                          |
| 116I              | 53                  | 63                  | 115.91681(10)       | 2.91(15) s                   | 1+            |                                                     |                                          |
| 116mI             | 400(50)# keV        | 400(50)# keV        | 400(50)# keV        | 3.27(16) µs                  | (7-)          |                                                     |                                          |
| 117I              | 53                  | 64                  | 116.91365(3)        | 2.22(4) min                  | (5/2)+        |                                                     |                                          |
| 118I              | 53                  | 65                  | 117.913074(21)      | 13.7(5) min                  | 2-            |                                                     |                                          |
| 118mI             | 190.1(10) keV       | 190.1(10) keV       | 190.1(10) keV       | 8.5(5) min                   | (7-)          |                                                     |                                          |
| 119I              | 53                  | 66                  | 118.91007(3)        | 19.1(4) min                  | 5/2+          |                                                     |                                          |
| 120I              | 53                  | 67                  | 119.910048(19)      | 81.6(2) min                  | 2-            |                                                     |                                          |
| 120m1I            | 72.61(9) keV        | 72.61(9) keV        | 72.61(9) keV        | 228(15) ns                   | (1+,2+,3+)    |                                                     |                                          |
| 120m2I            | 320(15) keV         | 320(15) keV         | 320(15) keV         | 53(4) min                    | (7-)          |                                                     |                                          |
| 121I              | 53                  | 68                  | 120.907367(11)      | 2.12(1) h                    | 5/2+          |                                                     |                                          |
| 121mI             | 2376.9(4) keV       | 2376.9(4) keV       | 2376.9(4) keV       | 9.0(15) µs                   |               |                                                     |                                          |
| 122I              | 53                  | 69                  | 121.907589(6)       | 3.63(6) min                  | 1+            |                                                     |                                          |
| 123I              | 53                  | 70                  | 122.905589(4)       | 13.2235(19) h                | 5/2+          |                                                     |                                          |
| 124I              | 53                  | 71                  | 123.9062099(25)     | 4.1760(3) d                  | 2-            |                                                     |                                          |
| 125I              | 53                  | 72                  | 124.9046302(16)     | 59.400(10) d                 | 5/2+          |                                                     |                                          |
| 126I              | 53                  | 73                  | 125.905624(4)       | 12.93(5) d                   | 2-            |                                                     |                                          |
| 127I              | 53                  | 74                  | 126.904473(4)       | STABLE                       | 5/2+          | 1.0000                                              |                                          |
| 128I              | 53                  | 75                  | 127.905809(4)       | 24.99(2) min                 | 1+            |                                                     |                                          |
| 128m1I            | 137.850(4) keV      | 137.850(4) keV      | 137.850(4) keV      | 845(20) ns                   | 4-            |                                                     |                                          |
| 128m2I            | 167.367(5) keV      | 167.367(5) keV      | 167.367(5) keV      | 175(15) ns                   | (6)-          |                                                     |                                          |
| 129I              | 53                  | 76                  | 128.904988(3)       | 1.57(4)E+7 a                 | 7/2+          |                                                     |                                          |
| 130I              | 53                  | 77                  | 129.906674(3)       | 12.36(1) h                   | 5+            |                                                     |                                          |
| 130m1I            | 39.9525(13) keV     | 39.9525(13) keV     | 39.9525(13) keV     | 8.84(6) min                  | 2+            |                                                     |                                          |
| 130m2I            | 69.5865(7) keV      | 69.5865(7) keV      | 69.5865(7) keV      | 133(7) ns                    | (6)-          |                                                     |                                          |
| 130m3I            | 82.3960(19) keV     | 82.3960(19) keV     | 82.3960(19) keV     | 315(15) ns                   | -             |                                                     |                                          |
| 130m4I            | 85.1099(10) keV     | 85.1099(10) keV     | 85.1099(10) keV     | 254(4) ns                    | (6)-          |                                                     |                                          |
| 131I              | 53                  | 78                  | 130.9061246(12)     | 8.02070(11) d                | 7/2+          |                                                     |                                          |
| 132I              | 53                  | 79                  | 131.907997(6)       | 2.295(13) h                  | 4+            |                                                     |                                          |
| 132mI             | 104(12) keV         | 104(12) keV         | 104(12) keV         | 1.387(15) h                  | (8-)          |                                                     |                                          |
| 133I              | 53                  | 80                  | 132.907797(5)       | 20.8(1) h                    | 7/2+          |                                                     |                                          |
| 133m1I            | 1634.174(17) keV    | 1634.174(17) keV    | 1634.174(17) keV    | 9(2) s                       | (19/2-)       |                                                     |                                          |
| 133m2I            | 1729.160(17) keV    | 1729.160(17) keV    | 1729.160(17) keV    | ~170 ns                      | (15/2-)       |                                                     |                                          |
| 134I              | 53                  | 81                  | 133.909744(9)       | 52.5(2) min                  | (4)+          |                                                     |                                          |
| 134mI             | 316.49(22) keV      | 316.49(22) keV      | 316.49(22) keV      | 3.52(4) min                  | (8)-          |                                                     |                                          |
| 135I              | 53                  | 82                  | 134.910048(8)       | 6.57(2) h                    | 7/2+          |                                                     |                                          |
| 136I              | 53                  | 83                  | 135.91465(5)        | 83.4(10) s                   | (1-)          |                                                     |                                          |
| 136mI             | 650(120) keV        | 650(120) keV        | 650(120) keV        | 46.9(10) s                   | (6-)          |                                                     |                                          |
| 137I              | 53                  | 84                  | 136.917871(30)      | 24.13(12) s                  | (7/2+)        |                                                     |                                          |
| 138I              | 53                  | 85                  | 137.92235(9)        | 6.23(3) s                    | (2-)          |                                                     |                                          |
| 139I              | 53                  | 86                  | 138.92610(3)        | 2.282(10) s                  | 7/2+#         |                                                     |                                          |
| 140I              | 53                  | 87                  | 139.93100(21)#      | 860(40) ms                   | (3)(-#)       |                                                     |                                          |
| 141I              | 53                  | 88                  | 140.93503(21)#      | 430(20) ms                   | 7/2+#         |                                                     |                                          |
| 142I              | 53                  | 89                  | 141.94018(43)#      | ~200 ms                      | 2-#           |                                                     |                                          |
| 143I              | 53                  | 90                  | 142.94456(43)#      | 100# ms [>300 ns]            | 7/2+#         |                                                     |                                          |
| 144I              | 53                  | 91                  | 143.94999(54)#      | 50# ms [>300 ns]             | 1-#           |                                                     |                                          |